# Баланенко, Юрий Иванович
Юрий Иванович Баланенко — советский хозяйственный, государственный и политический деятель. Заслуженный работник культуры РСФСР (1973).

## Биография
Родился в 1923 году в Екатеринославе. Член КПСС.
С 1941 года — на хозяйственной, общественной и политической работе. В 1941—1983 гг. — участник строительства оборонного предприятия в Челябинске, редактор многотиражной газеты «За боевые темпы!», участник Великой Отечественной войны и Парада Победы на Красной площади 24 июня 1945 года, комсомольский работник, 1-й секретарь Щербаковского РК ВЛКСМ, секретарь Московского горкома комсомола, один из руководителей Антифашистского комитета советской молодежи, заместитель главного редактора газеты «Вечерняя Москва», главный редактор газеты «Московская правда», председатель Правления Московской организации СЖ СССР, заместитель главного редактора газеты, директор издательства «Известия Советов депутатов трудящихся» и член редколлегии газеты «Известия».
Делегат XXIII и XXIV съездов КПСС.
Скончался 25 марта 1983 года в Москве.